# 格盧弗雷克萊滕峰
72°12′S 2°32′E / 72.200°S 2.533°E
格盧弗雷克萊滕峰是南極洲的山峰，位於東部南極洲的毛德皇后地，屬於耶爾斯維克山脈的一部分，海拔高度2,200米，由德國的探險隊發現。